# 巴亚和拉蒂纳
巴亚和拉蒂纳（義大利語：Baia e Latina），是意大利卡塞塔省的一个市镇。总面积24平方公里，人口2342人，人口密度97.6人/平方公里（2009年）。ISTAT代码为061006。